# تشانغ تشينكيو
تشانغ تشينكيو (15 نوفمبر 1904 - 22 أبريل 1968) (بالصينية: 张琴秋) هي سياسية وقائدة عسكرية وثورية شيوعية صينية. كانت واحدة من أول الأعضاء النسوية في الحزب الشيوعي الصيني، واحدة من البلاشفة 28 (28 Bolsheviks) الذين تدربوا في موسكو. وهي رئيسة رفيعة المستوى لجيش الجبهة الرابعة للجيش الأحمر الصيني خلال المسيرة الطويلة. بعد تأسيس جمهورية الصين الشعبية، شغلت منصب نائب وزير صناعة الغزل والنسيج. تعرضت للاضطهاد خلال الثورة الثقافية وانتحرت في عام 1968.

## مسيرتها

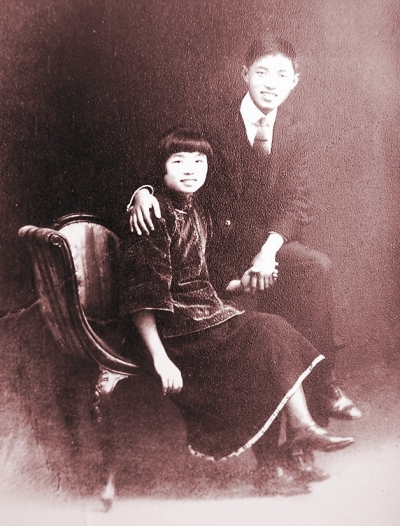
تشانغ تشينكيو وشين تسه مين في صورة الزفاف

في 15 نوفمبر 1904، ولدت تشانغ تشينكيو لعائلة غنية في شيمن، تونغكسيانغ بمقاطعة تشيجيانغ. دخلت مدرسة هانغتشو للبنات العادية (الآن ثانوية هانغتشو رقم 14) في عام 1920، قبل الذهاب إلى شنغهاي لمواصلة التعليم.
وفي عام 1924، دخلت تشانغ قسم علم الاجتماع بجامعة شانغهاي اليسارية حيث كان شين تسه مين (Shen Zemin) مدربا وكان الزعيم الشيوعي السابق تشي تشي باي (Qu Qiubai) هو رئيس القسم. وانضمت تشانغ إلى الحزب الشيوعي الصيني في نوفمبر عام 1924؛ وتزوجت شين تسه مين بعد عام. تحت قيادة شيانغ جينغيو (Xiang Jingyu)، أنشأت تشانغ ونساء أخريات مدرسة ليلية للعاملات في شنغهاي، ونظمت إضرابا لعمال الحرير في عام 1924. كما قامت بتجنيد بعض العمال في الحزب الشيوعي الصيني.
وفي نوفمبر عام 1925، أرسل الحزب الشيوعي الصيني أكثر من 100 من أعضاء الحزب بمن فيهم تشانغ تشينكيو للدراسة في جامعة سون يات سين في الاتحاد السوفيتي. انضم شين تسه مين لها بعد ذلك بوقت قصير. في مايو 1926، أنجبت ابنة يدعى تشانغ مايا (Zhang Maya - 张玛娅) في موسكو، أصبح تشانغ وشين أعضاء في البلاشفة ال 28، التي ضمت قادة الحزب الشيوعي الصيني في المستقبل وانغ مينغ، بو قو، تشانغ وينتيان، ويانج شانج كون. وأصبحت تتقن اللغة الروسية بعد عامين من الدراسة، وعملت مترجمة للحزب الشيوعي الصيني. كما عملت في مصانع النسيج لتعلم أساليب الإنتاج والإدارة.